# La Courneuve
La Courneuve é uma comuna francesa, situada no departamento de Seine-Saint-Denis, na região da Île-de-France. Seus habitantes são chamados de Courneuviens e Courneuviennes.

## Geografia

### Comunas limítrofes
No arrondissement de Saint-Denis, comunas limítrofes incluem : Aubervilliers (limítrofe dos dois cantões), Saint-Denis (limítrofe de um cantão sobre 3) e Stains (um cantão). No arrondissement de Bobigny (mesmo departamento) : Bobigny (um cantão), Le Bourget e Dugny no cantão de Le Bourget, Drancy (um cantão) e Pantin (limítrofe de um cantão sobre 2).

### Transportes

#### Grandes Eixos
La Courneuve é servida pelas auto-estradas A1 e A86, bem como as estradas departamentais D902, D986 e a antiga estrada nacional 301.
É facilmente acessível a partir do aeroporto de Paris-Charles-de-Gaulle, que pela auto-estrada ou pelo RER.

#### Transporte público

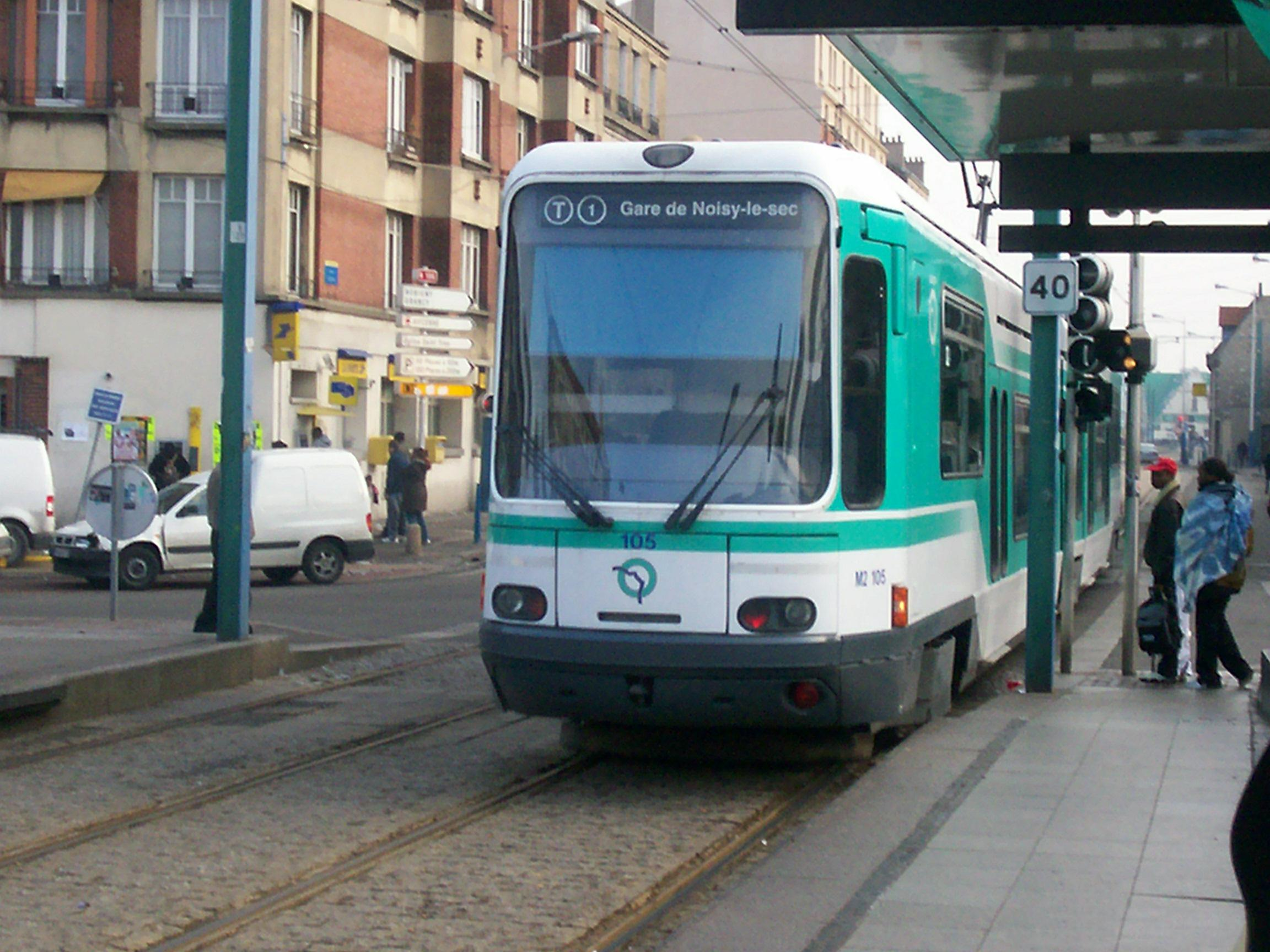
Tramway da linha T1 na estação "La Courneuve - 8-Mai-1945".

A Cidade é um terminal da linha de metrô 7 : La Courneuve - 8 Mai 1945 --- Mairie d'Ivry ou Villejuif - Louis Aragon, que serve o quartier des "Quatre routes".
A Cidade é servida pelo tramway T1 inaugurado em 1992 que liga as cidades de Asnières-Gennevilliers a Noisy-le-Sec (estações Cosmonautes, La Courneuve — Six Routes, Hôtel de Ville, Stade Géo André, Danton, 8-Mai-1945 e Maurice Lachâtre).
A estação da linha B do RER "La Courneuve-Aubervilliers" serve o quartier de "La Gare" e des "4000".
No âmbito do projeto Tram Express Nord, uma estação será criada em La Courneuve-Dugny.

## Toponímia
La Courneuve (pronúncia local: [lakuʁ'nœv] (escutarⓘ)) vem do latim medieval cvrtis nova (séc. XIII) depois das palavras francesas la cour neuve, com o signficado de : "o pátio novo".

## História

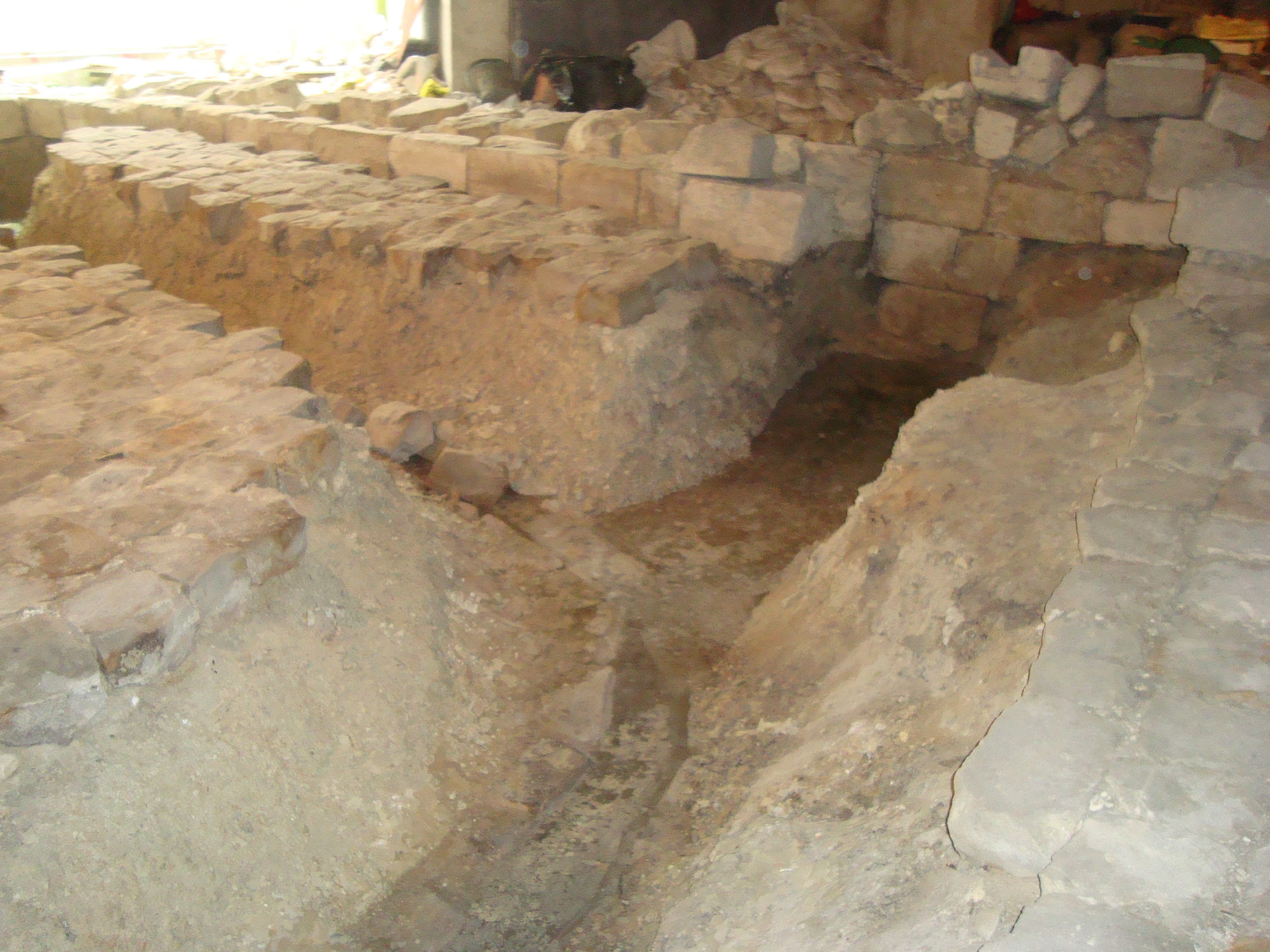
Vestígios da calha da Prévoté.

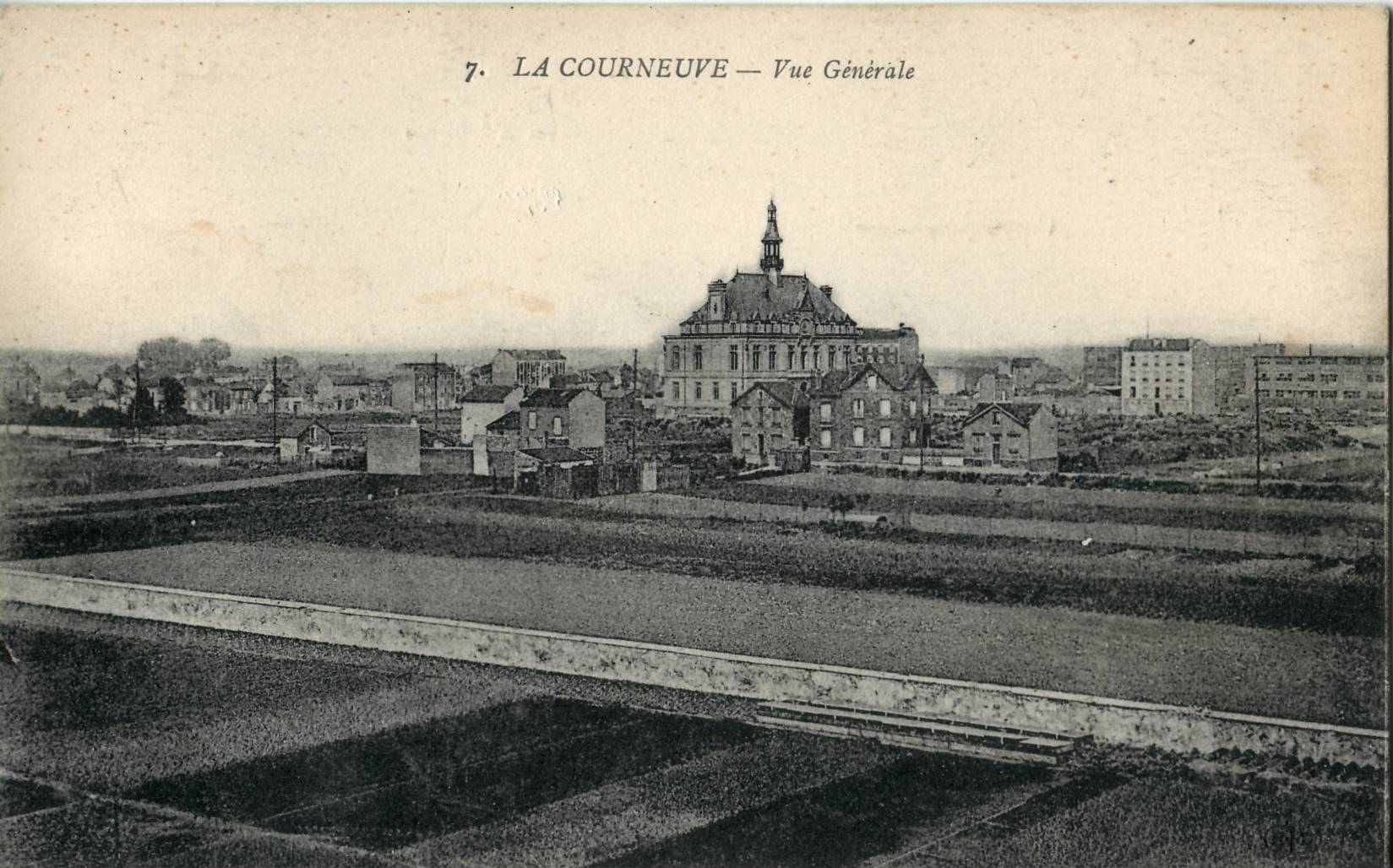
La Courneuve, antes da Primeira Guerra Mundial
A nova prefeitura é rodeada por campos, construções de faubourg. As usinas não são visíveis nesta foto, mas já tem uma grande importância para a comuna

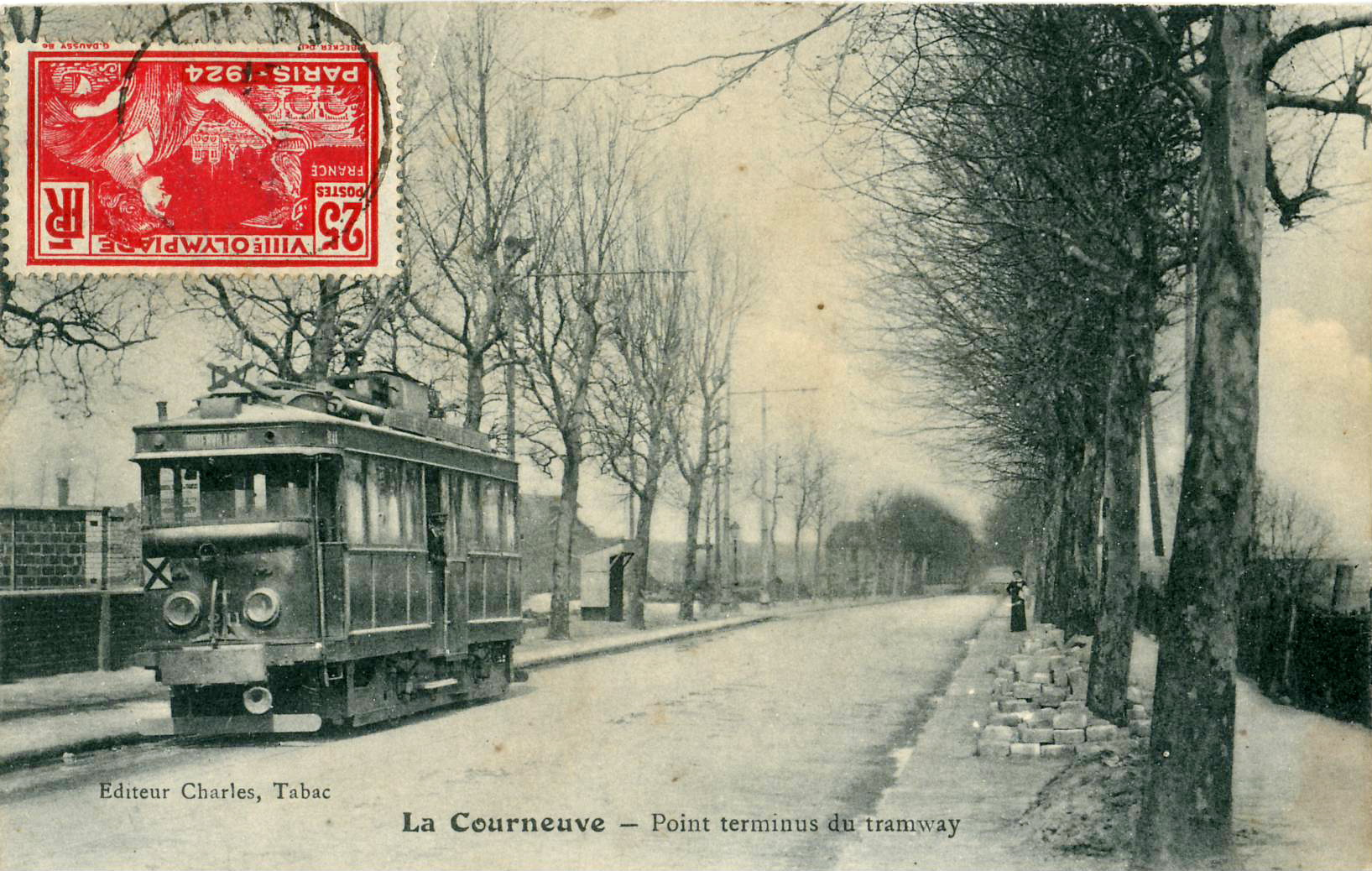
La Courneuve foi servida, na década de 1920, pelas linhas do antigo tramway parisienses, bem antes da criação da linha T1, em 1992

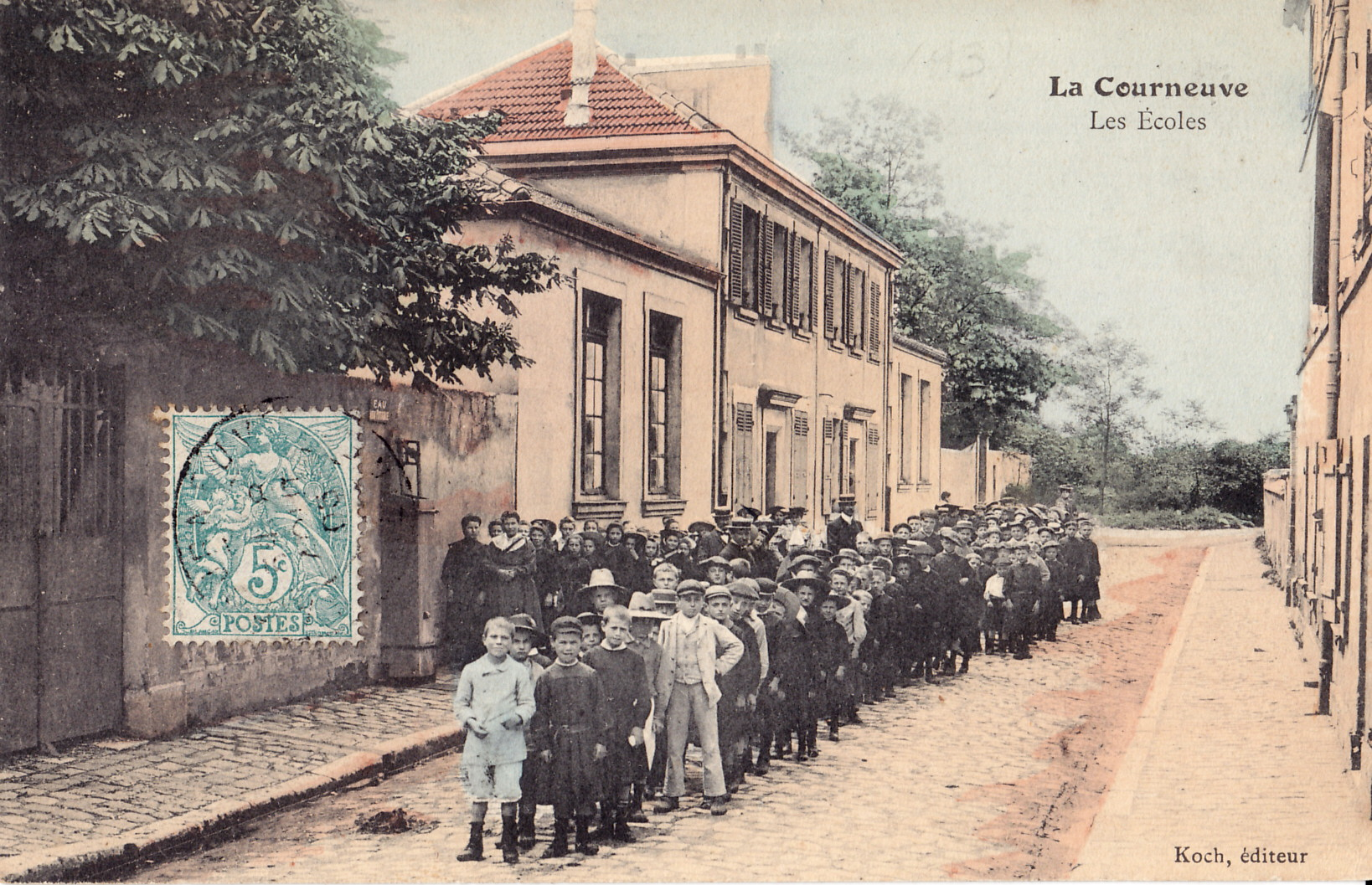
Crianças em frente das escolas, por volta de 1905.

### Da Idade Média à época moderna: a vila agrícola
Na Idade Média, a vila foi formada em torno de três assentamentos. Primeiro de tudo o povoamento é agregado na Alta Idade Média, ao redor da igreja Saint-Lucien, localizada perto da atual carrefour des Six-Routes e que deu seu nome primitivo à vila. A capela dedicada a são Luciano vem contra-marcar na Alta Idade Média a fonte milagrosa de Saint-Lucien. A capela pode ter sido colocada lá, antes de que não ser encontrado o túmulo de são Dinis que é voltado para ela. A fonte está localizada na borda do Mer atestada pelo Vieille Mer, canal de drenagem que a abadia de Saint-Denis ampliou para fechar o mer (vieille), inquietando um local de encontro pagão. Foram os Francos que vieram para a capela de Saint-Lucien manter a fonte que cura os cegos.
No século XII, Suger, abade de Saint-Denis, fundou uma pequena mansão senhorial onde o preboste fazia justiça. Suger gostava de Saint-Lucien e fez todos os embelezamentos, as plantações de vinhas que agradava muito a ele mesmo dirigir. Uma vila de agricultores se desenvolveu em torno da casa senhorial (rues Chabrol, Villot e Edgar Quinet). 
É no século XIII que esta vila é nomeada Courneuve, do latim, cvria nova ou cvrtis nova, "novo domínio".
Finalmente um terceiro foco de povoamento cresceu, certamente, no século XIV a Crèvecœur. A aldeia se desenvolveu ao longo da estrada de Aubervilliers, em frente da ponte sobre o riacho de Montfort, hoje coberto, mas que ainda marca o limite comunal entre La Courneuve e Aubervilliers (rue du Crèvecœur).
Em 1882, nos 760 hectares de superfície da comuna, 754 são dedicadas às culturas, incluindo 540 às hortas. 
Mas em 1896, a atividade industrial também é significativa : uma serralheria de arte e manufatura de fio de malha mecânica ocupa 150 operários e uma tinturaria de algodão tem 50 operários. O burgo é habitado por 1 789 habitantes. O habitat é então composto de 576 casas (das quais 78 de dois andares e 26 de mais de dois andares) sendo 515 habitações, às quais são adicionadas 23 oficinas e 35 lojas. A actividade agrícola continua mesmo na década de 1960, antes de ceder lugar à urbanização.

### A Segunda Guerra Mundial
Sob a ocupação alemã, os sindicalistas formar a base de uma Resistência ativa, incluindo Suzanne Masson ; em 15 de agosto de 1944, um ataque permite aos resistente de recuperar um caminhão de metralhadoras, utilizadas pela FFI.
A cidade foi o alvo de vários bombardeios aliados em 1943, mas especialmente no mês de agosto de 1944. Em 12 de abril, um bombardeio matou 11 pessoas; em 10 de agosto, um ataque de segmentação de um depósito de gasolina alemã fez 8 mortos e destruiu centenas de habitações (123 totalmente, 350 parcialmente).

## Geminação
- Yako (Burkina Faso)
- Vitulazio (Itália)
- Prešov (Eslováquia)
- Ocotal (Nicarágua)

## Cultura e patrimônio

### Lugares e monumentos
- A igreja de Saint-Lucien.

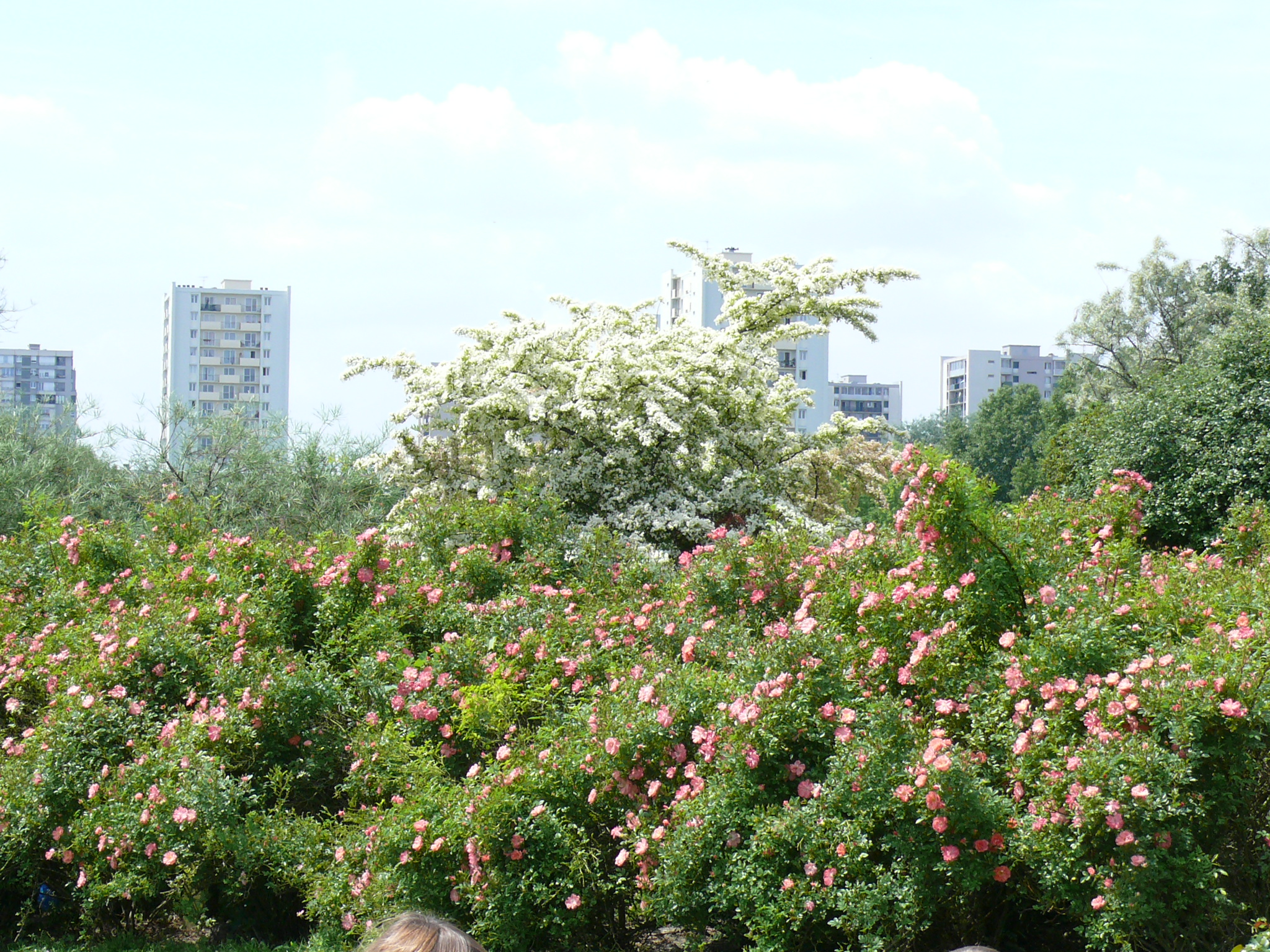
O parc Georges-Valbon.

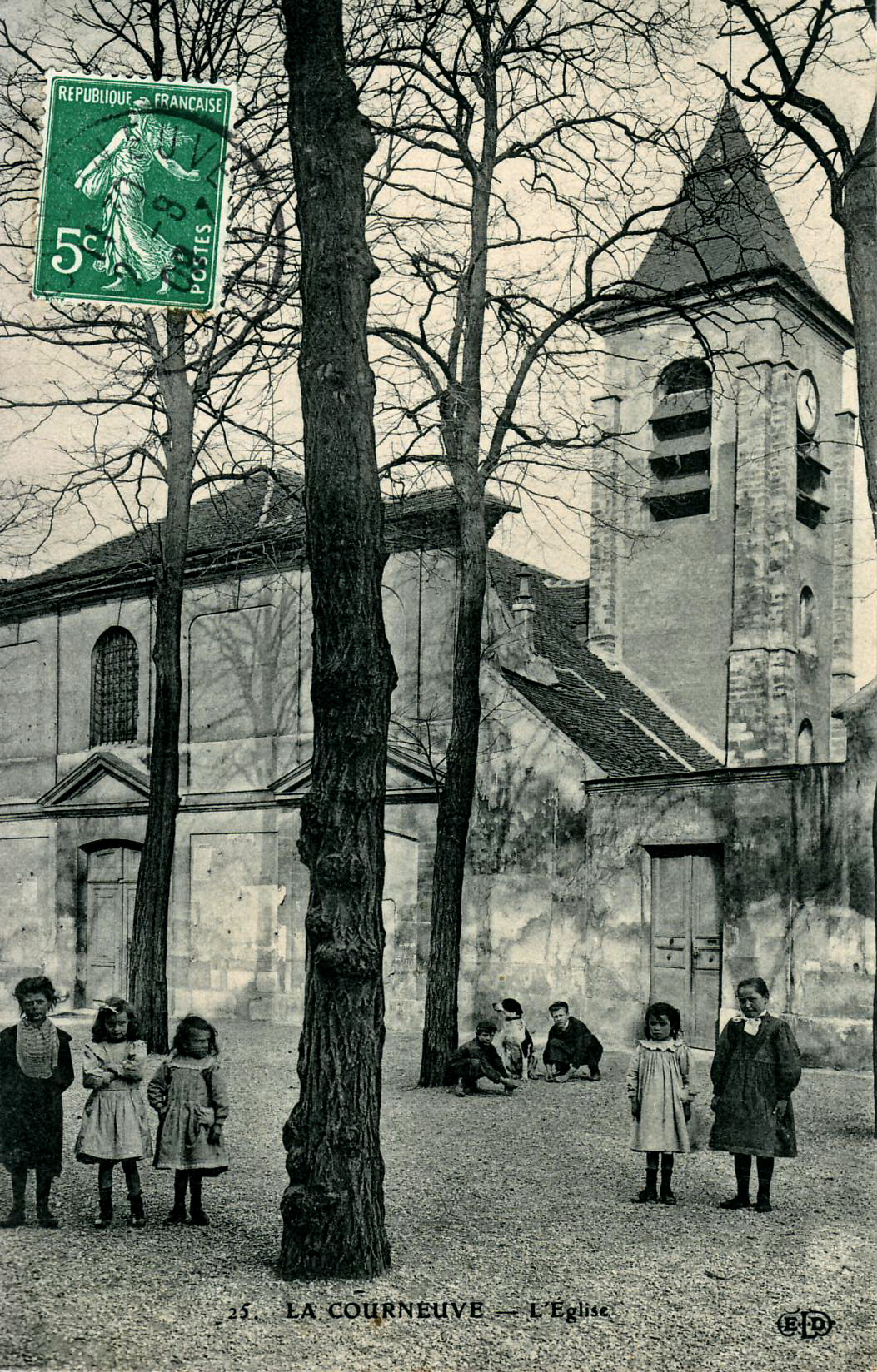
A igreja Saint-Lucien no início do século XX.

- O parc Georges-Valbon (antigo parc de la Courneuve)[8] vem na 3a colocação dos espaços verdes na região parisiense pelo seu tamanho, com uma área de 400 ha, atrás do Bois de Boulogne (1 000 ha) e do Bois de Vincennes (850 ha).

### Personalidades ligadas à cidade
- Amel Bent, cantora.
- Gwladys Épangue, medalhista olímpica do taekwondo.
- Yoan Gouffran, jogador de futebol.
- André Lajoinie, ex-candidato do PCF na eleição presidencial de 1988.
- Gaël Monfils, jogador de tênis.